# Nacionalna memorijalna bolnica „dr. Juraj Njavro” Vukovar
Nacionalna memorijalna bolnica „dr. Juraj Njavro” Vukovar, poznata i kao Vukovarska bolnica, opća je bolnica u Vukovaru. Jedan je od poznatijih simbola stradanja grada Vukovara i njegovih stanovnika iz vremena oružane velikosrpske agresije s početka devedesetih godina XX. st.
Zvala se i Opća bolnica Vukovar, Opća županijska bolnica Vukovar te Nacionalna memorijalna bolnica Vukovar.
Predsjednik Ivo Josipović dodijelio joj je 2011. Povelju Republike Hrvatske.

## Povijest
Prva bolnica u Vukovaru podignuta je iz zaklade Ane Magotay, supruge gradskog suca i otvorena 17. listopada 1857. godine. Nova bolnica utemeljena je 1939. godine. Na današnjoj lokaciji otvorena je 14. rujna 1940. godine pod nazivom Opća bolnica Milosrdnih sestara Sv. Križa. Bolnica časnih sestara Sv. Križa pružala je internističku i kiruršku djelatnost. Odjel za ginekologiju otvoren je 1957., a za pedijatriju 1963. godine. Tada je Vukovarska bolnica djelovala u okviru Medicinskog centra Vukovar. Izgradnja novijeg bolničkog objekta počela je 1973., a radovi su završeni 1976. godine.

## Velikosrpska agresija
Od 2. svibnja 1991. u hitnoj službi Medicinskog centra Vukovar zbrinjavani su i ranjenici iz Borovo Sela. Srpski agresor počeo je granatiranje 15. kolovoza 1991. godine. Zrakoplovi Jugoslavenske narodne armije bolnicu su prvi put bombardirali 24. kolovoza 1991. godine. Do 20. studenoga 1991. godine u bolnici je već bilo zbrinuto 4000 ranjenika. Tada je na bolnicu svakodnevno padalo prosječno oko 700 granata. Liječnici i ostalo medicinsko osoblje je danonoćno radilo, bez dovoljno lijekova, sanitetskog i ostalog materijala, struje, hrane i vode.

### Neutralizacija bolnice
Diplomatske inicijative Vlade RH i međunarodne zajednice za spas ranjenika, žena i djece iz Vukovara nisu prestajale. U pismu, hitno poslanom generalu JNA Andriji Rašeti, vođa europskih promatrača Dirk Jan van Houten zatražio je 17. studenoga 1991. godine da se promatračima omogući ulazak u Vukovar te da jugovojska zajamči sigurnost ženama i djeci. Hrvatska vlada je s izvanredne sjednice uputila zahtjev Generalštabu JNA da napravi tampon-zonu, da bi se spasilo civilno stanovništvo i omogućilo poduzimanje humanitarnih akcija, te zatražila hitna evakuacija stanovnika Vukovara, uz prisutnost promatrača Međunarodnog Crvenog križa, cestom Vukovar - Bogdanovci - Nuštar - Vinkovci.
No, sljedećeg je dana, 18. studenoga, unatoč herojskom otporu malobrojnih, opkoljenih vukovarskih branitelja, najveći dio Vukovara okupiran. Dr. Vesna Bosanac je ujutro u 10,10 sati izvijestila Europsku misiju da je bolnica opet na udaru topništva. Promatračka skupina Europske zajednice za Vukovar u 12.15 sati iz Negoslavaca je izvijestila da će njihov predstavnik doći do bolnice "ako mu to bude dozvoljeno". U 12,35 sati dr. Bosanac prosvjedovala je zato što nije ispunjeno obećanje Europske misije glede kontakta i početka evakuacije ranjenika. Novi prosvjed potom je uputila u 15,40 sati, zbog toga što nitko od predstavnika međunarodne zajednice ili Crvenoga križa nije došao "na vrata bolnice koja ima više od 500 pacijenata i isto toliko civila". U 16,55 sati dr. V. Bosanac opet je telefonom uputila prosvjed Europskoj misiji, jer obećana pomoć nije stigla.
Za to vrijeme, u skladu s Člankom 15. Četvrte ženevske konvencije, prema kojem bolnicu u središtu ratnih zbivanja preuzima osoblje Međunarodnog Crvenog križa i vodi brigu o ranjenicima i bolesnicima, predstavnici Republike Hrvatske, JNA, Međunarodnoga komiteta Crvenog križa, Liječnika bez granica i Malteškoga križa u Zagrebu su postigli "sporazum o neutralizaciji vukovarske bolnice i organizaciji konvoja za evakuaciju ranjenika i bolesnika iz nje". Sporazumom su se RH i JNA obvezale na "prijekid vatre na području vukovarske bolnice i na dogovorenom putu evakuacije", na osiguranje "odgovarajućih vozila s odgovarajućim osobljem, za približno 40 teških bolesnika i oko 360 ranjenika, od kojih su trećini potrebna nosila" i na priznavanje "neutralnosti vukovarske bolnice za vrijeme evakuacije". Sporazumom su RH i JNA dale suglasnost "da Promatračka misija Europske zajednice nadgleda cijelu operaciju i da ima potpuni pristup svim dijelovima evakuacije", koja će "obuhvatiti sve ranjenike i bolesnike koji su na liječenju u vukovarskoj bolnici, a za koje mjerodavni u bolnici budu procijenili da mogu putovati." Prema trećoj točki sporazuma konvoj se trebao kretati putom Vukovar - Priljevo - Lužac - Bogdanovci - Marinci - Zidine, gdje je na raskrižju ceste prema Henrikovcima odgovornost za konvoj od JNA trebala preuzeti hrvatska strana. Sporazum su potpisali predstavnik Europske promatračke misije Georges-Marie Chenu, predstavnik Vlade RH (ministar zdravstva) prof. Andrija Hebrang i predstavnik JNA general Andrija Rašeta. Djelatnici bolnice počeli su pripremati dokumentaciju za evakuaciju, te za svakoga pacijenta posebno, kako bi u svakoj prilici povijest bolesti bila uz njih.

U danima prije sloma otpora hrvatskih branitelja, ravnateljica Vesna Bosanac pisala je hrvatskoj Vladi:
»Nastavljeni su direktni napadi na bolnicu iz teškoga artiljerijskog naoružanja, koja je već gotovo potpuno uništena... Među ostalim, rođeno je nedonošće nakon samo 25 tjedana trudnoće, tjelesne težine 800 grama. Liječi se u inkubatoru u podrumu bolnice. Situacija je izuzetno teška uslijed neprekidne paljbe po zidovima i krovu bolnice. Vode nema. Tijekom poslijepodneva dva požara u krugu bolnice jedva su ugašena. Očajni, molimo, iako su sada sve manje nade, hitnu intervenciju kako bi se JNA povukla i deblokirala Vukovar i omogućila evakuacija 450 ranjenika uključujući nedonoščad i trudnice, kao i njihovo adekvatno liječenje i tretman. Jučer, 8. 11., stiglo je 75 novih ranjenika na kojima je izvršeno 35 teških operacija. Ugroženi su životi medicinskog osoblja koje požrtvovno radi 24 sata na dan. P.S. 10. studenog 1991.: još uvijek smo živi ali, čini se, ne zadugo.«

Posljednje izvješće Europskoj misiji ravnateljica Vesna Bosanac poslala je 18. studenoga 1991. u 18 sati i 55 minuta, u trenutcima kada je JNA već ušla u grad, ali ne i u bolnicu:
»Još uvijek u bolnici u Vukovaru ima više od 500 ranjenih, među kojima su i ranjena djeca, žene i trudnice, kao i već preko 500 civila koji su pobjegli iz vlastitih podruma i skloništa, nadajući se zaštiti i evakuaciji. Od obećane pomoći Evropske misije i Međunarodnoga crvenog križa do sada nema ništa. Molim hitnu intervenciju i dolazak predstavnika Evropske misije i Međunarodnog crvenog križa, i to bez pratnje Jugoslavenske armije, jer ni Hrvatske vojske nema u okruženju bolnice, što je od nas tražila Evropska misija.«

U večernjim satima Siniša Glavašević je za Kroniku dana izjavio: 
»(...) Slika Vukovara u 22. satu 87. dana ostat će svjedocima ovog vremena zauvijek u sjećanju. Avetinjski prizori nižu se do beskraja, miris paljevine. Pod nogama se osjećaju ostaci crijepovlja, građevinskog materijala, stakla, ruševine i jeziva tišina. Istovremeno, liječnici u vukovarskoj bolnici bore se s mnogim nedaćama. Od velikog broja ranjenika, od kojih je 300 težih i oko 400 nešto pokretnijih, mnogih civila, koji su ovdje našli utočište, do strašnih rana kakve su snašle pet i pol mjesečnu bebu, koju je danas u poslijepodnevnim satima operirao doktor Tomislav Vlahović. Od ostataka granate tom djetetu je veoma stradalo bedro i natkoljenica. Slično se dogodilo i četiri i pol godišnjoj djevojčici, kojoj je granata smrskala rame. Još nedavno smo javljali o stradanju jedne buduće majke i njezina nerođena djeteta. Breme takvih slučajeva civilizacija nije u stanju podnijeti. Plinske gangrene, svi se ovdje nadaju, neće više nikad carevati medicinom. A ovog trenutka dobivam i podatke o završenim pregovorima. Konvoj kreće sutra u 10.00 sati, imat će kapacitet 600 pacijenata. Ići će relacijom: Vukovarska bolnica, Priljevo, Lužac, Bogdanovci, Marinci, Zidine, Nuštar. U civilnim skloništima naselja Borovo sutra će također biti uspostavljen kontakt, gdje ima negdje oko 200 ranjenika i također će biti priključeni evakuaciji stanovništva u sljedećim danima. Nadamo se da je mukama po Vukovaru kraj.«

### Žrtve
Nakon 20. studenoga 1991. godine iz bolnice je planski odvedeno 200 ranjenika, bolesnika, a među njima i 20 djelatnika bolnice, te pogubljeno na Ovčari. Ostali zaposlenici bolnice nesrpske nacionalnosti nakon tortura su prognani u slobodne dijelove Hrvatske. Tijekom agresije na Vukovar poginulo je 12 zaposlenika bolnice, 20 zaposlenika ubijeno je nakon pada grada na Ovčari, a 4 su zatočeni nakon pada grada tijekom okupacije i njihova sudbina je nepoznata.
- 12 identificiranih poginulih zaposlenika tijekom agresije: Vlasta Aleksander, Karlo Crk, Dušica Jeremić, Ljubica Kojić, Goran Krznarić, Nevenka Matić, Zdenka Miličević, Ljubica Obradović, Ivan Raguž, Marica Stanek, Blanka Stefanjuk i Rudolf Terek.[9]
- 20 zaposlenika ubijenih na Ovčari: Jozo Adžaga, Ilija Asađanin, Ivan Banrauch, Tomislav Bosanac, Ivan Buovac, Dragan Gavrić, Zlatko Jarabek, Đuro Knežić, Zlatko Krajnović, Tomislav Mihović, Tomislav Papp, Tomo Pravdić, Stjepan Šarik, Đuro Šrenk, Zvonko Varenica, Goran Vidoš, Mato Vlaho, Miroslav Vlaho, Josip Zeljko i Mihajlo Zera.[9]
- 4 zatočena zaposlenika tijekom okupacije grada čija je sudbina nepoznata: Ivan Baranjek, Marko Mandić, Ivan Božak i Zvonko Vulić.[9]

### Značaj
Tijekom velikosrpske opsade Vukovara liječnička pomoć u bolnici pružena je za 3400 osoba, pri čemu je kirurški obrađeno između 2500 i 2900 ranjenika te je izvedeno oko tisuću većih operacijskih zahvata. Najmlađi ranjenik imao je šest mjeseci, a najstariji 88 godina.

## Povratak u zdravstveni sustav hrvatske države i obnova
U procesu mirne reintegracije 24. srpnja 1997. godine započelo se s reintegracijom bolnice u sustav zdravstva Republike Hrvatske. Oprema bolnice bila je devastirana i otuđena, a neki bolnički objekti potpuno srušeni. Obnova infrastrukture započela je 1998. godine. Republika Srbija do sada (2012.) nije isplatila nikakvu odštetu za razaranja vukovarske bolnice, kao ni za ostale učinjene štete u Vukovaru i ostalim dijelovima Hrvatske. Dokumentaciju iz bolnice bili su otuđili pripadnici JNA ujutro 20. studenoga 1991. godine. Dužnosnik u vlasti pobunjenih Srba u Hrvatskoj 8. listopada 1993. godine u razgovoru s predstavnikom snaga UN-a naveo je da se "dokumentacija vukovarske bolnice nalazi u arhivu JNA". Nepotpunu dokumentaciju vratio je predsjednik Srbije Boris Tadić tek 4. studenoga 2010. godine.

## Naslijeđe
Vukovarska bolnica jedan je od najistaknutijih primjera naravi velikosrpske agresije i kao takva simbol otpora i stradanja. Stoga je vukovarska bolnica jedna od postaja već tradicionalnog mimohoda "Vi ste naš ponos - Mi smo Vaša snaga" koji u organizaciji Udruge djece poginulih i nestalih hrvatskih branitelja iz Domovinskog rata održava svake godine u sklopu obilježavanja dana sjećanja na žrtvu Vukovara. 
Višegodišnja ravnateljica bolnice od doba Domovinskoga rata bila je dr. Vesna Bosanac, koja je uvelike zaslužna za njezinu obnovu nakon rata.

## Mjesto sjećanja
U sklopu bolnice od 2006. godine nalazi se stalna muzejska izložba Mjesto sjećanja - Vukovarska bolnica 1991., koja je otvorena za posjetitelje. U dvorištu bolnice zaslugom Mladena Pavkovića postavljen je i Spomen križ - Da se ne zaboravi. 
U studenomu 2021. ispred bolnice otkriven je spomenik »Ruža hrvatska« u čast trudnici Ružici Markobašić i njezinom nerođenom sinu Antunu ubijenima na Ovčari.
Prigodom obilježavanja 31. obljetnice obrane Vukovar, 17. rujna 2022. na pročelju bolnice ministar branitelja Tomo Medved i sin Dario Njavro otkrili su spomen-ploču dr. Juraju Njavri, po kojemu je bolnica odlukom Vlade Republike Hrvatske i preimenovana. Također, otkrivena je ploča Ulice Vesne Bosanac, a odluku o preimenovanju Bolničke ulice u ime njezine dugogodišnje ravnateljice donijelo je vukovarsko gradsko vijeće 7. srpnja iste godine. Ploču su otkrili Hrvoje i Vedrana Bosanac, unuci Vesne Bosanac.

## U umjetnosti
Stradanje bolnice, ranjenika i medicinskoga osoblja tijekom velikosrpske okupacije obrađeno je u nizu dokumentarnih (pr. Srce Vukovara), te u ponekim igranih filmovima i serijama, kao i na stripu. Česta je tema romana, dnevničkih i memoarskih zapisa s tematikom opsade Vukovara.

## Vanjske poveznice
- Lada Puljizević, Medicinske sestre iz vukovarske bolnice – još jedan fragment nikad završene priče, Hrvatski vojnik, broj 540, 1. prosinca 2017.
- Tucak, Antun i sur.: „Razaranja zdravstvenih ustanova Slavonije i Baranje tijekom rata protiv Hrvatske (do kraja 1991)”, Medicinski vjesnik, sv. 23, br. 3-4 (1991.), str. 63-92. (Hrčak)